# ソルヒャン
ソルヒャン（朝: 설향、雪香、英: Seolhyang）はイチゴの品種。
大韓民国忠清南道論山市にある農業研究機関「忠南農業技術院」の論山イチゴ試験場で育成された。
2002年、韓国のイチゴ市場を占めていたのは章姫、レッドパールといった日本で開発された品種であり、その割合は90パーセントにもなっていた。
2005年に発表されたソルヒャンは章姫とレッドパールを交配させた品種であり、両者の長所を兼ね備えて、病虫害にも強い品種であった。
ソルヒャンは韓国内のイチゴ農家に普及し、2008年にはレッドパールを抜いて韓国内のイチゴ栽培面積基準で筆頭品種になった。2013年には韓国イチゴ市場の75.4パーセントを占有している。2017年時点ではソルヒャンが最多の83.6パーセントで、章姫は4.8パーセント、レッドパールは1パーセントとなっている。